# Xavier Baró i Simó
Xavier Baró i Simó (Almacelles, El Segrià, 1954) és un autor de cançons, cantant i escriptor de les terres de Ponent, conegut artísticament com a Xavier Baró.
L'any 1983 s'instal·la a Madrid i forma Primavera Negra amb els músics Quim Ramón (baix), Mingo Espax (batería) i Victor Alba (teclats). El grup, el nom del qual s'inspira en l'obra homònima de Henry Miller i que tindrà una formació canviant a llarg dels anys, publicarà l'EP Primavera negra (1985; produït per Manolo Garcia i Quimi Portet), l'LP Flores encendidas (1987) i els singles Colonos de Marte / Placeres (1984), Bajo el sol / Radio Peggy Sue (1985),, Sólo los extraños saben bailar / Big Ben(1986), La ciudad Tambor / Algo entre los dos (1987) i Madrugada / En el castell (1987). Aquest darrer single inclou la primera gravació en català de Baró, una versió de la cançó En el castell, del disc de Jaume Sisa Orgia (1971).
L'any 1988 Primavera Negra es dissol i Baró forma el grup Los Tormentos, amb el qual l'any 1989 publica el disc Guitarra y Carretera.
El 2014 participa al documental de TV3 El cas dels catalans sobre la Guerra de Successió, interpretant la cançó "Bac de Roda" (min. 27).

## Discografia
- La cançó de l'udol (Blau, 15 de setembre de 1998)
- Deserts (Satchmo Rcds - Discmedi, 1 d'octubre de 2000)
- Xavier Baró canta Arthur Rimbaud (Satchmo Rcds, 7 d'abril de 2002)
- Cançons del temps de destrals (Satchmo Records, 22 d'abril de 2004)
- Flors de joglaria (Quadrant Records, 4 de juliol de 2006)
- Lluny del camí ral (Quadrant Records, 7 d'abril de 2009)
- La màgica olivera (Khlämor Records, 4 de juny de 2011)
- La ruta dels genets. Xavier Baró amb l'Art de la Troba el Barnasants (Autoeditat, 9 de maig de 2013)
- Allau d'estrelles solitàries (Autoeditat, 1 de setembre de 2014)
- Xavier Baró i Renaldo i Clara (Grans Records / Bankrobber, 2016)
- I una fada ho transmuda (La Llàntia / SATÉLITE K, 30 de setembre de 2016)
- Primavera a la tardor (La Llàntia, 7 de juny de 2019)
- La veu de la muntanya (La Llàntia, 7 d'abril de 2020)